# Mbambou
Mbambou est un village de la Région du Littoral du Cameroun, situé dans la commune de Dizangué. 

## Géographie
Le village est situé à proximité de la route D57 à 20 km à l'ouest du chef-lieu de la commune Dizangué.

## Population
En 1967, la population de Mbambou était de 81 habitants. La population de Mbambou était de 700 habitants dont 371 hommes et 329 femmes, lors du recensement de 2005.
La population du village relevée lors de la planification participative d'août 2011 est de 300 habitants pour Mbambou V1 et 2 500 habitants à Mbambou V2.

## Éducation
Le village est doté d'un collège d'enseignement secondaire :
- collège d'enseignement secondaire bilingue de Mbambou

## Cultes
La paroisse catholique de la Sainte Famille de Mbambou est rattachée à la zone pastorale du lac Ossah du diocèse d'Edéa.